# Rezerwat przyrody Dwunastak
Rezerwat przyrody Dwunastak – leśny rezerwat przyrody położony w gminie Miłosław, powiecie wrzesińskim (województwo wielkopolskie). Leży w granicach Żerkowsko-Czeszewskiego Parku Krajobrazowego oraz dwóch obszarów sieci Natura 2000: siedliskowego „Lasy Żerkowsko-Czeszewskie” PLH300053 i ptasiego „Dolina Środkowej Warty” PLB300002. Rezerwat znajduje się na gruntach zarządzanych przez Nadleśnictwo Jarocin.
Powierzchnia: 9,20 ha (akt powołujący podawał 9,87 ha). Wokół rezerwatu utworzono otulinę o powierzchni 14,14 ha.
Rezerwat został utworzony w 1959 roku w celu ochrony fragmentu grądu niskiego, łęgu i lasu mieszanego o cechach zespołów naturalnych dla potrzeb naukowych i dydaktycznych.
Na terenie rezerwatu stwierdzono występowanie 172 gatunków roślin naczyniowych, a ze zwierząt odnotowano tu m.in. 35 gatunków ptaków (w tym żurawia i dzięcioła średniego) oraz 6 gatunków nietoperzy (w tym mopka).
Na mocy planu ochrony ustanowionego w 2007 roku, obszar rezerwatu podlega ochronie czynnej.

## Podstawa prawna
- Zarządzenie Ministra Leśnictwa i Przemysłu Drzewnego z dnia 5 maja 1959 r. w sprawie uznania za rezerwat przyrody (M. P. z 1959 r. Nr 50, Poz. 228
- Obwieszczenie Wojewody Wielkopolskiego z dn. 4.10.2001 r. w sprawie ogłoszenia wykazu rezerwatów przyrody utworzonych do dn. 31.12.1998 r.
- Rozporządzenie Nr 14/07 Wojewody Wielkopolskiego z dnia 5 czerwca 2007 r. w sprawie rezerwatu przyrody „Dwunastak”; zmieniony przez Rozporządzenie Nr 20/07 Wojewody Wielkopolskiego z dnia 6 września 2007 r. zmieniające rozporządzenie w sprawie rezerwatu przyrody „Dwunastak”
- Zarządzenie Regionalnego Dyrektora Ochrony Środowiska w Poznaniu z dnia 21 października 2019 r. w sprawie rezerwatu przyrody „Dwunastak”